# Хронологія Візантійської імперії
Візанті́йська імпе́рія (395–1453) — держава, утворена при розпаді Римської імперії в її східній частині.

## IV століття

Територіальна динаміка Східної Римської імперії

- 395.01.17 — Смерть Феодосія I, імператора Римської імперії.
- 395.01 — Римська імперія поділена на дві частини. Аркадій Флавій став імператором Східної частини Римської імперії. Ця дата вважається початком Візантії.
- 395.01 — Готи, що не одержали після смерті Феодосія звичайних дарів, вибрали вождем Аларіха з роду Балтів.
- 395 осінь — Готи підступили до Константинополя, але узяти його не змогли. Префект Візантії Флавій Руфін умовив готів йти на захід до Риму.
- 395.10 — Повернення до Константинополя легіонів, що брали участь у поході Феодосія проти Євгенія. Командир легіонів гот Гайна вбиває Руфіна.
- 396 — Готи міняють напрям походу і руйнують Афіни і Коринф.
- 398 — Аркадій Флавій, що б пом'якшити Аларіха подарував йому титул магістра армії Ілліріка. Готи знову стали частиною армії Аркадія.
- 399 — Падіння Евтронія, що керував Візантією після Руфіна
- 399 — Заколот Гайна в Азії. Аркадій пішов йому на поступки. Готи, фактично, стали господарями в Константинополі.

## V століття

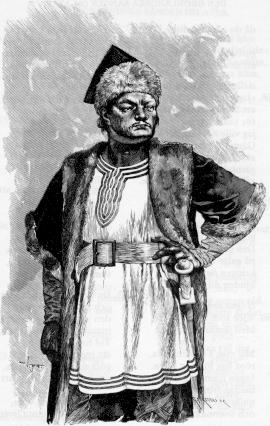
Аттіла

- 400.06 — Повстання в Константинополі проти Гайна.
- 400 — Втеча Гайна, поразка його при Геллеспонті від варвара Фравітта, в подальшому загибель його від гунів.
- 402 — Проголошення сина Аркадія Феодосія співправителем. Феодосію 8 місяців.
- 407 — Помер Іван Золотоустий.
- 408.05.01 — Смерть Аркадія Флавія. Новим імператором Візантії став Феодосій II. Оскільки йому тільки сім років, опікуном став перський цар Іздигерд.
- 408–414 — Управління державою префектом Флавієм Анфемієм.
- 414 — Управління Візантією перейшло в руки до старшої сестри Феодосія Пульхерії. Їй всього 15 років.
- 415.03 — Вбивство в Олександрії вченої Гипатії.
- 420.09.20 — Смерть у Віфлєємі святого Єроніма, автора Вульгати (латинського перекладу Біблії).
- 421 — Весілля Феодосія з Евдокиєю, дочкою філософа Леонтія.
- 425 — Відкриття в Константинополі першого в Європі університету.
- 428 — Несторій став патріархом Константинополя.
- 431.06.10 — III Вселенський собор в Ефесі засудив єресь, зокрема й учення Константинопольського патріарха Несторія (основне положення «Марія — мати Христа, але не Богородиця»). Несторій знятий з поста патріарха.
- 434–453 — Правління гунів Аттіли.
- 434 — Мирний договір між Візантією і гунами.
- 439 — Евдокія усунула Пульхерію від управління державою.
- 441 — Опала Евдокії за зв'язки її з Павліаном. Страта Павліана. Повернення Пульхерії до управління країною.
- 442 — Ультиматум Аттіли Феодосію, який його не прийняв.
- 442–447 — Нашестя гунів на Візантію. Руйнування міст в Іллірії і Фракії, захоплення гунами великої території Візантії і приєднання їх до своєї території.
- 447 — Мир Візантії з гунами. Велика дань гунам.
- 448 — Візантійське посольство до Аттіли, описане Приском.
- 450.07.28 — Смерть Феодосія II Флавія на полюванні. Імператором став Маркіан, син простого воїна. Формально він став чоловіком Пульхерії.
- 450 — Відмова платити дань гунам.
- 451 — У Халкідоні Уселенський собор засудив єресь монофізитів, які стверджували, що відбувається поглинання людського початку божественним при втіленні їх до Христа. На основі общин, що не прийняли Халкідону, виникнуть з часом Вірменська, Коптська, Ефіопська національні Церкви.
- 451 — Смерть колишнього патріарха Несторія у вигнанні у Верхньому Єгипті.
- 451 — Аттіла вторгається в Галію. «Битва народів».
- 453 — Смерть Аттіли.
- 454 — Розпад Гунської імперії.
- 457.01.25 — Смерть Маркіана Флавія.
- 457 — Зведення на престол Лева I Макелла. За ним стояли полководці Аспар і Ардавурій (батько і син). Низьке походження Лева стало причиною того, що його, першим з візантійських царів, вінчає на царство патріарх, глава Православної Церкви.
- 460.10.20 — У Єрусалимі померла опальна імператриця Евдокія.
- 461.11.10 — У Римі помер папа Лев Великий.  Саме його послання лягло в основу визначення Халкідонського собору про дві природи в Христі. Його твори, імовірно, відкривають шлях і до Великої схизми, і до догмату про папську непогрішність.
- 461 — Теодоріх, син Тіудеміра, десятирічним хлопчиком приїжджає заручником до Константинополя. Це майбутній король остготів.
- 462 — Лев I наблизив ісаврійського полководця Тарасикодіссу Русумвладеста, якому дав ім'я Зенон. За нього він видав свою дочку. Невдала змова проти цього Аспара і Ардавурія. Страта Аспара і всіх його синів.
- 468–469 — Війна на Дунаї між візантійцями і гунами.
- 471 — Імператор Лев безжально розправляється в Константинополі з своїми колишніми друзями з германської військової еліти. За це він був названий Макеллою.
- 473 — Внук Лева I, син Зенона Лев II проголошений співправителем.
- 473.01.20 — У Палестині, у віддаленому монастирі помер Евфімій Великий — один із стовпів східного православного чернецтва.
- 474.01.18 — Смерть Льва I Макелли
- 474 — Лев II переуступив право на престол батькові Зенону
- 474 — Смерть Лева II від хвороби. Зенон проголошений імператором
- 474 — Частина остготів обоснувалась на нижньому Дунаї и получила від Зенона статус федератів.
- 475.01 — Повстання в Гераклії фракійського правителя, брата тещі Зенона Веріни
- 475.01.09 — Втеча Зенона із Константинополя
- 475.01 — Василіск проголошений імператором. Його відміна рішення Халкідонського собору, зразу зробила його непопулярним.
- 475 — Василіск свариться з Веріною. Веріна вирішує допомогти Зенону повернутися на престол.
- 476.08 —Зенон повертається в Константинополь. Ув'язнення, а надалі вбивство Василіска з сем'єю. Також був вбитий і Армат, що допоміг Зінону вернутися на престол.
- 476 — Кінець Західної Імперії. Король Одоакр, поваливши і відправивши у вигнання останнього римського імператора — малолітнього Ромула Августула, не вважав навіть потрібним залишити собі знаки імператорської гідності. Він посилає їх до Константинополя, сам задовольнившись лише титулом патриція.
- 476 — Смерть у Палестині, в Йорданській пустелі преподобного Герасима Йорданського — знаменитого подвижника Православного Сходу
- 479 — Повстання Маркіана, далекого родича Зенона через інтриги Веріни. Арешт і вислання Маркіана
- 480 — Полководець Ілл (en; ru) порадив Зенону видалити Веріну з палацу. Веріна була вислана, але дружина Зенона одержала згоду на вбивство Ілла. Ілл уникнув смерті, одержав призначення на схід де звільнив Веріну. Організація на Сході заколоту Іллом і його другом Леонтієм. Смерть Веріни.
- 484 — Леонтій вступив в Антиохію. На боротьбу з ним виступив Іоанн Скіф
- 484 — Перший церковний розкол (схизма) на Східне і Західне християнство. Тривав до 519 року. Відбувся через бажання Константинополя одержати релігійну незалежність від Риму. Приводом став пошук Константинополем нового символу віри — «Енотикона» Зенона
- 484.07.22 — Римський папа Фелікс III(II) відлучив патріарха Константинопольського Акакія від Церкви
- 484–488 Облога в Панурії Леонтія і Ілла
- 488 — Захоплення Панурії, арешт і вбивство Леонтія і Ілла
- 488 — Повстання готів на чолі з Теодоріхом. Зенон переконав їх вирушити до Італії на війну з Одоакром, котрий там правив
- 491.04.09 — Смерть Зенона
- 491 — Проголошення імператором Анастасія I Дікора, який став чоловіком Аріадни, вдови Зенона
- 493 — Вигнання ісаврів з Константинополя
- 493 — Повстання ісаврів. Іоанн Скіф корить ісаврів
- 493 — Набіг скіфів (можливо слов'ян) на Фракію
- 498 — Візантійський імператор Анастасій I визнав Теодоріха королем Італії і повернув йому імператорські інсигнії (знаки царської влади), відіслані до Константинополя в 478 році Одоакром

## VI століття

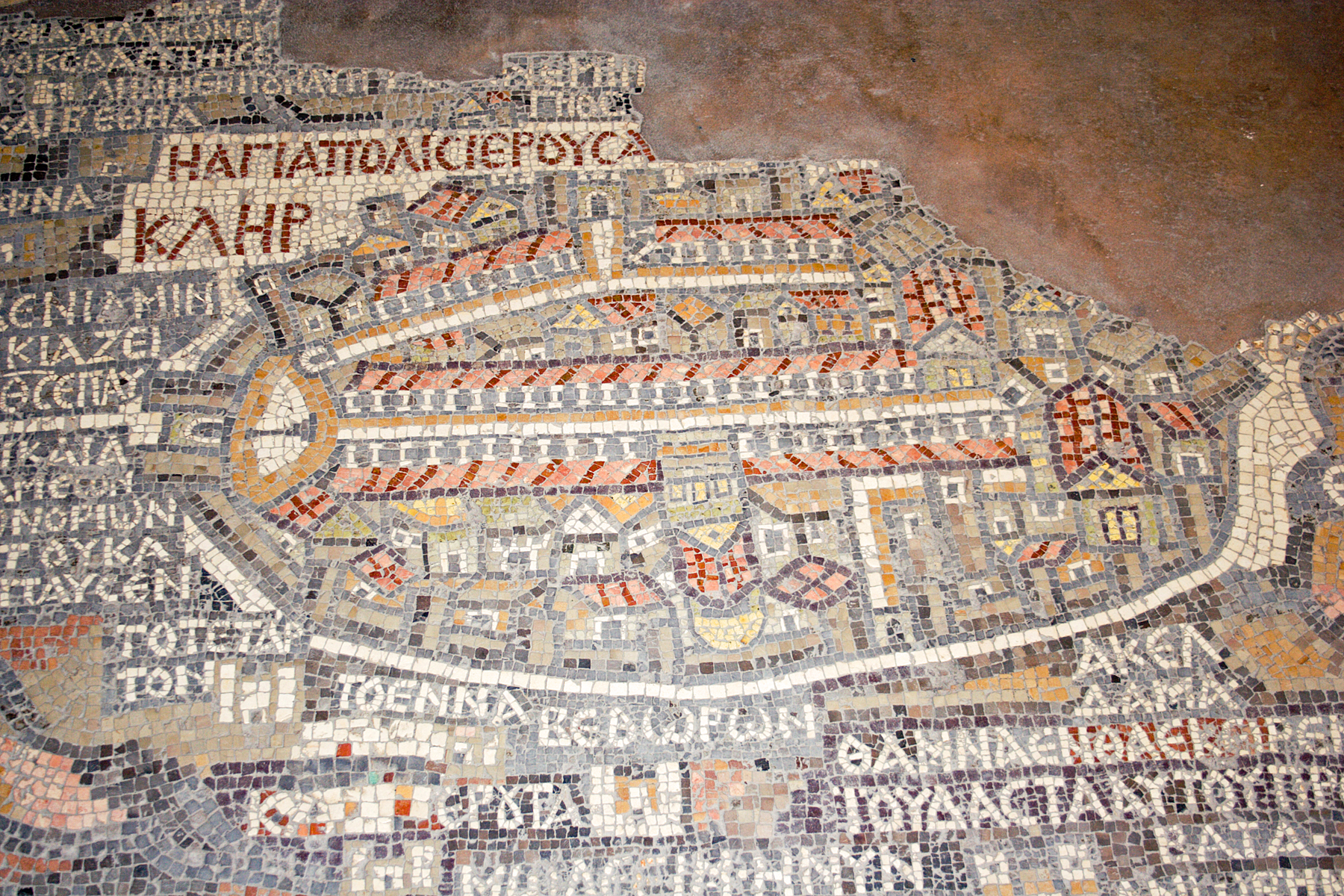
Мозаїкова мапа в Мадабі (Йорданія) на долівці православної Георгієвської церкви, найдавніша карта Святої землі. Створена візантійськими майстрами у VIст.

- 511 — Початок релігійних воєн у Візантії. Пов'язані вони були з тим, що Анастасій був близький до монофізитів. Сварка Анастасія з патріархом Македонієм
- 512 — Усунення Македонія від патріархії. Народні виступи. Анастасій заявив, що він готовий зняти з себе корону, але народ відмовився це прийняти
- 513 — Нові релігійні війни. Граф федератів Віталіан оголосив себе захисником православних, обложив Константинополь
- 514 — Анастасій прийняв вимоги повсталих. Віталіан відступив від Константинополя. Анастасій відрікся від своїх обіцянок і висунув армію проти Віталіана. Віталіан розбив армію і знову обложив Константинополь
- 515 — Нові обіцянки Анастасія і нові їх порушення. Анастасій розбив флот Віталіана
- 517 — Набіг слов'ян на Македонію і Іллірію
- 518.07.09 — Смерть Анастасія
- 518 — Імператором став Юстин I
- 519.03.28 — У Великий Четвер в Константинополі представниками Східної Православної Церкви і легатами Папи Римського Гормізди (він був чистий римлянин, хоч і носив перське ім'я) підписано угоду з відміною і засудженням «Енотикона» і відновленням христології Халкідону (так звана «формула Гормізди»). Тим самим було покінчено з триваючою декілька десятиліть акакіаською схизмою. Примирення церков Константинополя і Риму після першого розколу
- 527.04.01 — Співправителем Юстина I став Юстиніан І (У Чистий Четвер)
- 527.08 — Смерть Юстина I. Початок правління Юстиніана I
- 529 — Початок гонінь на язичників і єретиків, окрім монофизитів, яким протегувала імператриця Феодора. Закриття Платонівської академії в Афінах
- 528–529 — Кодифікування указів, починаючи з Андріана
- 529–532 — Війна з самаритянами, які відмовлялися хреститися
- 531 — Після чергового набігу кочівників-болгар Юстиніан призначає анта (слов'янина) Хвалібуда командувачем на Дунаї
- 532.01.14 — Початок повстання «Ніка». Розгром в'язниць
- 532.01.14 — 17 — Пожежі і погроми в Константинополі
- 532.01.17 — Висилка з палацу Юстиніаном Іпатія і Помпея, племінників Анастасія
- 532.01.18 — Вихід Юстиніана на іподром, його мова перед народом. Народ вигнав його і зажадав передачі влади Іпатію. Проголошення імператором Іпатія. Рада Юстиніана з наближеними. Придушення повстання «Нікі» военначальниками Велісарієм і Мундом. Убито близько 30 000 чоловік
- 532.01.19 — Страта Іпатія і Помпея і їх наближених
- 532 — Початок відновлення собору Святої Софії
- 532 — Мир з Персією
- 533.06 — Похід Велізарія до Африки проти Вандальського королівства.
- 533–534 — Перемоги над вандалами в битвах під Деціумом і Трікамаром
- 534.03 — Король вандалів Гелімер здався Велісарію
- 534 — Закінчення роботи над Кодексом Юстиніана. Заборона на законотворчу роботу. Заборона на критику діяльності юристів. Все це оголошувалося пререгативою імператора
- 534 — Хілбудій, візантійський военначальник, убитий в битві із слов'янами на Дунаї
- 536.06 — Початок італійської війни з готами, Захоплення Мундом Далмації, Велісарієм Сицилії
- 536 — Загибель Мунда в одній з битв
- 536 — Початок солдатських заколотів в Африці під керівництвом Стоца. Велісарій вирушив на їх придушення. Король готів Теодат перериває переговори про мир.
- 536–548 — Війни по придушенню повстання Стоца в Африці
- 536.10 — Повернення Велісарія до Сицилії, продовження італійської війни
- 536.11 — Захоплення Неаполя. Смерть короля Теодота від рук змовників. Захоплення престолу готів Вітігасом
- 536.12.09 — 10 — Захоплення Риму Велісарієм
- 537.12.27 — Освячення собору Святої Софії
- 539 — Облога Велісарієм Равени
- 540 — Напад Персії на провінцію Візантії — Сирію. Захоплення Антиохії
- 540 — Захоплення Равенни. Полонення короля готів Вітігаса. Пропозиція готів Велісарію стать їх королем. Відмова, але Юстиніан злякався і відкликав Велісарія в столицю і відправив воювати з персами
- 540 — Напад на Візантію гунів. Візантія веде одночасно три війни
- 541–545 — Готи у війні з візантійцями відвойовують значну частину Італії
- 543 — Епідемія «Юстиніанової» чуми в Європі, що пройшла середземномор'ям 18 разів за двісті років (541-749)[1].
- 545 — Повернення до Італії опального Велісарія, але ініціатива в руках готів
- 545 — Мир з Персією
- 546.12.17 — Король готів Тотіла зайняв Рим
- 547 — Рим знову відвойований Візантією
- 548 — У Константинополі померла імператриця Феодора
- 548 — Видані перші 17 книг «Всесвітньої Хроніки» відомого візантійського історика, антиохійця, Іоанна Малали (тобто Ритора)
- 550 — Нове захоплення готами Риму. Завоювання Сицилії. У складі Візантії залишилися тільки Равенна, Анкона, Кротон і Отранто
- 552 — Новий похід до Італії візантійців під керівництвом Нарсеса
- 552.06 — Розгром готів Нерсесом. Загибель Тотіли. Залишки готів під керівництвом Тейя відійшли до Везувію, де під час другої битви були знищені
- 553.05.05 — 06.02 — У Константинополі засідає П'ятий Уселенський Собор
- 554 — Перемога Нарсеса над франками і алеманами
- 554 — Захоплення Візантією південного сходу Іспанії
- 554 — Видання Прагматичних санкцій.
- 558 — Авари вперше з'явилися на берегах Дунаю. У січні — лютому посольство аварського кагана Бояна веде переговори в Константинополі. Юстиніан наймає їх на охорону своїх територій від нашестя «варварів» — таких же, як самі авари, тюркських кочових орд, що продовжували рух по Євразії з «етнічного вулкана» з епіцентром в Північному Китаї
- 559 — Напад болгар (хан Заберган) і слов'ян на Фракію, захоплення її. Облога Константинополя. Оборону очолив Велізарій. Після безуспішного штурму міста, болгари і слов'яни потрапили в пастку. Візантійські війська відрізували їм шлях назад. Імператор Юстиніан великодушно їх пощадив
- 559 — Помер Прокіп Кесарійський — великий візантійський історик, особистий секретар Велізарія
- 562 — Мир з персами
- 563 — Поява першого тюркського посланника в Константинополі
- 565.03.13 — Смерть Велісарія — великого візантійського полководця
- 565.11.14 — Смерть Юстиніана I
- 565 — Новий імператор Візантії племінник Юстиніана Юстин II. Вбивство другого претента на престол теж племяника Юстиніана і те ж Юстина
- 565 — Відмова виплат варварам дані
- 568 — Союз Візантії з Тюркським каганатом
- 569 — Вторгнення лонгобардів до Італії. Захоплення Мілана
- 569–573 — Втрата Візантією у війні з лангобардами всіх територій Італії окрім Романії, Риму і нижньої частини півострова
- 573–574 — Через відмову платити дань персам і втручання в справи Вірменії нова війна з персами
- 574 — Перси захопили Дару. Мир з Персією
- 574 — Юстин усиновив начальника охоронців Тіберія і призначив його співправителем
- 574 — Смерть Нарсеса — великого візантійського полководця
- 576 — Тюрки по обидві сторони Керченської протоки. Ставка тюркського воєначальника (Тьма тархана) організована на Таманському півострові (звідси пішла назва міста Тмутаракань)
- 576 — Візантійські посли присутні в ставці Великого Кагана при «оплакуванні» Дізабула, глави, покійного Західно-тюркського каганату
- 576–581 — Початок війни між Візантією і Тюркським каганатом за закавказькі володіння Візантії. Успіхи каганату
- 578.08.04 — Смерть Юстина II
- 578.09 — Тиберій імператор Візантії
- 578 — Нашестя слов'ян на Елладу
- 578 — Союз з аварами. Авари розгромили слов'ян, убивши їх князя Давріта
- 578 — Римський сенат просить допомоги, але Тіберій їм відмовляє через нову війну з персами
- 578, 579, 580 — Походи полководця Маврикія до Персії. Завоювання і плюндрування її територій
- 579 — Ультиматум аварів (каган Баян І) — віддати місто Сирмій. Відмова Тіберія. Авари захопили Сирмій після дворічної облоги.
- 581 — Спустошливий похід слов'ян через Фракію, Македонію і Елладу. Поселення слов'ян до Фракії
- 581.06 — Перемога військ під керівництвом Маврикія над персами в битві при Костянтині
- 582 — Видача дочки Тіберія за полководця Маврикія
- 582.08.13 — Проголошення Маврикія імператором після того, як Тіберій захворів.
- 582.08.14 — Смерть Тіберія
- 582 — Помер Агафій Мірінейський — поет, письменник, історик, літописець царювання Юстиніана
- 584 — Новий штурм слов'янами Константинополя. Поразка і відхід
- 586 — У Сирії створено «Євангеліє Раввули» — один з цінних пам'ятників раннєвізантійської мініатюри
- 588 — Сильний землетрус в Антіохії, столиці християнського Сходу. Загибель близько 60 000 чоловік
- 589 — Третій Собор в Толедо. Іспанські вестготи, давно ізольовані за Піренеями від своїх європейських побратимів (ті, що залишилися — після загибелі вандалів в Африці, остготів в Італії, підкорення аквітанських вестготів франками, — наодинці з наступниками Юстиніана), наважуються нарешті відмовитися від аріанства. Саме присутні на Толедському соборі єпископи вперше внесли в Символ віри слово (точніше, граматично, «півтора слова») «Filioque», що стало з часом головним догматичним приводом для розділення Церков. Потрібно було довести вчорашнім аріанам, що Син «ні в чому не менший від Отця», а тому Дух Святий «походить як від Отця, так і від Сина». В результаті, відмовившись від аріанства, вестготи внесли «напіваріанський» Символ Віри.
- 591 — Мир Візантії з персами на вигідних умовах для Візантії
- 592 — Маврикій створює в Равені — екзархат (військове управління), в Північній Африці з'являється — Карфагенський екзархат
- 592–597 — Візантійські компанії проти слов'ян
- 595 — У Константинополі помер святий патріарх Йоан IV Постник
- 599 — Авари штурмують Константинополь, але епідемія в їх армії зупинила штурм. Відмова заплатити відкупні аварам, привела до того, що в армії почалися бродіння проти Маврикія.

## VII століття

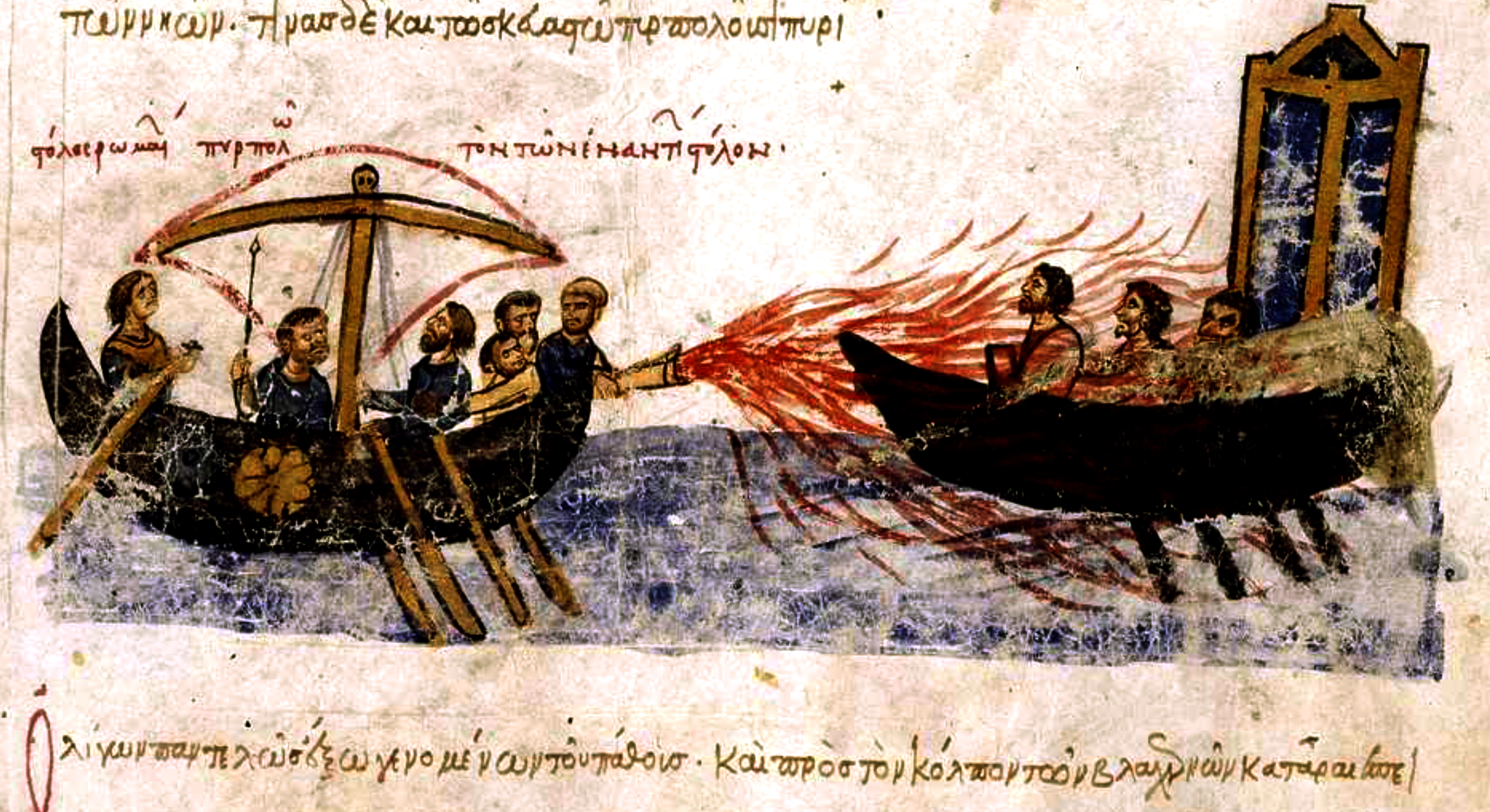
Грецький вогонь

- 600–601 — Посуха і холод
- 601 — Початок виступів народу проти Маврикія
- 602 — Бунт фракійських легіонів. Проголошення керівником Фоку. Городяни Константинополя хотіли проголосити імператором або сина Маврикія, Феодосія або тестя Феодосія — Германа. Маврикій відмовився. Почалося повстання в Константинополі. Втеча імператора. Фока захопив Константинополь і проголосив себе імператором. Маврикій разом з своїми родичами був убитий
- 602–610 — Масові репресії і терор
- 603 — Перси знов почали війну проти Візантії. Страта полководця Нерсеса, який багато років успішно боровся з персами
- 603–607 — Перси отримують багато перемог над візантійцями, захоплюють величезні території, зокрема Вірменію, Дару. Пограбували Сирію, Палестину і Фінікію
- 609 — Бунт в Константинополі проти Фоки. Був подавлений.
- 609 — Екзарх Африки Іраклій проголосив себе незалежним від Фоки
- 610.09 — Облога африканським флотом Константинополя
- 610.10.04 — Захоплення Фоки мешканцями Константинополя і віддача його Іраклію, сину екзарха Африки Іраклія. Вбивство Фоки і його наближених
- 610.10.05 — Новим імператором Візантії став Іраклій, син екзарха Африки
- 610 — Захоплення персами Апамею, Едеси.
- 620 —  державною мовою імперії офіційно стає грецька.
- 622 — переможний похід Іраклія проти персів на чолі з перським полководцем Шарбаразом, звільнено Анатолію.
- 623 — Іраклій збільшує свою данину аварському кагану, щоб безпечно відновити воєнні дії, захоплює релігійний центр персів Ґанзак, резиденцію Ардашіра І, де в помсту за знищення Єрусалиму спалює храм Священного Вогню.
- 626 — облога Константинополя аварами та слов’янами, місто опиняється між двома вогнями (персів та аварів). Патріярх Сергій підтримує дух містян. Поразка 10 серпня флоту аварів означала і провал перських задумів.
- 628 — після перевороту новий іранський правитель Кавад-Шіров уклав мир з Візантією. Вірменія, римська Месопотамія, Сирія, Палестина і Єгипет знову стали візантійськими.
- 630.21.03 — Іраклій в Єрусалимі повернув на своє місце святий хрест, це символізувало завершення першої в історії християнства Священної війни.
- 634 — халіф Омар удерся в Сирію, протягом наступних 40 років були втрачені Єгипет, Північна Африка, Сирія, Палестина та Верхня Месопотамія.
- 636.20.08 визначальна битва на річці Ярмук. Візантія зазнала нищівної поразки від арабів. Метрополія Сирії Антіохія та більшість решти міст добровільно здалися арабським нападникам.
- 659 — арабські міжусобиці змушують Муавію укласти мир з Візантією і платити імператорові данину.
- 678 — перемога Константина IV над арабами під Константинополем – поворотний пункт в історії змагань християнської Європи та ісламу. Вперше застосували “грецький вогонь” винахідника Каллініка.
- 695 — повстання у столиці повалило Юстиніяна ІІ; початок періоду анархії і заворушень.

## VIII століття
- 705 — повернення Юстиніяна ІІ на чолі болгарсько-слов’янської армії; Юстиніан проповз у Константинополь через трубу акведука, в паніці втікає з міста Тиберій.
- 726 — проголошена Еклога Лева ІІІ і Константина, важливий в історії кодифікації греко-римського права кодекс законів, що запроваджував до законодавства норми звичаєвого права[2].
- 726 — виступ Лева III проти іконовшанування збурив вікову боротьбу «іконоборства», політичним підгрунтям якої було бажання світської влади підпорядкувати собі церкву[3].
- 741 — після смерти Лева III корона перейшла до його сина Константина (741-775).
- 747 — чума спустошила Візантію.
- 754.06.01 — Папа Стефан II зустрівся з королем франків Піпіном у Понтіоні, щоб укласти союз, порвавши з Візантією; це призведе до народження Західної імперії через 50 років та інституції двох імператорів.
- 763.30.06 — найбільша перемога Константина над болгарами; зміцніла Болгарія перетворюється на загрозу.
- 781 — візантійці зазнали поразки від арабів в Тракесіоні та погодились виплачувати данину, однак незабаром халіфат продовжив напади.
- 792 — військо Константина VI було розбите болгарами поблизу прикордонної фортеці Маркелай, імператор урятувався втечею, данина болгарам збільшена.

## IX століття
- 800 — Карл Великий оголосив про відновлення Західної Римської імперії, що стало відчутним приниженням для Візантії.
- 802.31.10 — внаслідок палацового перевороту Ірину позбавили влади, на трон посадили логотета Никифора І (802-811).
- 803 — Вартан Туркос, головнокомандувач усіх темів[4] Малої Азії, влітку розпалив громадянську війну, що послабило імперію на Сході.
- 806 — Гарун-аль-Рашид зайняв Тіяну та  вислав військо в околиці Анкири. Араби відновили свої напади.
- 811.26.07 — імператор Никифор гине від рук варварів. Зруйнувавши столицю болгар, Никифор переслідував тікаючого кагана Крума, але сам потрапив в оточення на гірських перевалах. Внаслідок перевороту мператором проголосили Михаїла І Ранґаба (811-813).
- 813 — внутрішні чвари серед візантійського командування допомагають Круму здобути нову перемогу, імператор втрачає владу. 11 липня трон зайняв стратег Лев Вірменин.
- 814.13.04 — несподівана смерть Крума від крововиливу в мозок (як колись Аттілли). Халіфат у міжусобних конфліктах. Настав період тривалого миру.
- 820 — Михаїл II (820-829) став імператором, вбивши Лева V у храмі св. Софії на Різдво.
- 823 — імператор Михайло II з допомогою болгарського кагана Омортаґа придушив повстання Томи, слов’янина з Малої Азії. Тома спирався на соціальні групи та меншини, невдоволені бідністю чи утисками.
- 829 — на троні престолонаступник Теофіл (829-842). Теофіл звертався по допомогу в боротьбі проти іспанських арабів у Середземномор'ї до франків.
- 839 — свідчення про перші дипломатичні контакти з Руссю в Бертинських анналах: до двору Людовика І разом з візантійським імператором Феофілом прибули руси з метою укладання договору між Візантією та Руссю, для налагодження дружніх стосунків[5].
- 842 — на троні престолонаступник Теофіла Михаїл III (842-867), реґентом стала вдова імператора Теодора, яка відновила іконовшанування.
- 853 — несподівана демонстрація візантійського флоту біля берегів Єгипту; у відповідь араби взялися за розбудову власної морської сили, що втілилась у морську могутність в X ст. за династії Фатимідів.
- 860 —  Похід Аскольда на Константинополь ('місто врятувало тільки втручання Богородиці'), також приписують хрещення Аскольда та воїнів. Візантія розпочинає місіонерську діяльність в Руській державі[6].
- 870 —  оприлюднили Прохейрон (кодекс для повсякденного використання суддями) від імени імператорів Василія, Константина і Лева,  870-879 рр. Ним користувалися до кінця візантійської держави. У перекладі слов’янською мовою користувався популярністю серед південних та східних слов’ян.
- 884 — оприлюднена Епанагога (Ерападода), збірник правових норм, складений у Візантії між 884 і 886 від імени імператорів Василія, Лева та Олександра.
- 885 —  Вірменія визволяється з-під панування арабів,  халіф і візантійський імператор визнали Ашота І династії Баґратуні царем Вірменії.
- 894 —  через значне збільшення мита болгарський цар Симеон із союзниками печенігами нападає на візантійські володіння.
- 896 —  після перемоги Симеона під Болгарофіґоном, Візантія поновила річну данину болгарам, а її союзники  угри відступили на захід у долину Дунаю, яка відтоді стала їхньою домівкою посеред слов'ян.

## X століття
- 902.01.09 — впала Таорміна — останнє володіння імперії на Сицилії, завершилося 75-річне завоювання цього острова арабами.
- 904.31.07 — після триденної облоги араби захопили Тессалоніки, найважливіше й найбагатше після Константинополя місто імперії.
- 907 — Князь Олег відправив 2000 кораблів та оточив візантійську столицю, змусивши імператора почати переговори з русичами.
- 911 — похід князя Олега на Візантію, що завершився підписанням договору між Руссю та імператором Левом і його братом Олександром (сприяння руським торговцям, безмитна зона, данина від Візантії для Русі; військова допомога для Візантії)[7].
- 912 — у наступному договірі Русі та Візантії вирішувались правові аспекти співпраці: закони для судових випадків, прийняття русів на військову службу до Візантії та корабельне право.
- 941 — регламентуючий договір між Візантією та Руссю, купці мають демонструвати грамоту-свідоцтво від руського Князя тощо. Із стихійної торгівля стає упорядкованою[8][9].
- 988 —  русько-візантійська “угода про посвоячення”,
- 988.01.01 — оглашення Володимира на день св. Василія Великого, отримання Володимиром титулу кесаря і відповідних регалій.
- 988 —  офіційно затверджений Візантійський календар,  використовувався до падіння імперії у всьому православному світі, зокрема, і на території Русі. Збігається з юліанським календарем.

## XI століття
- 1000-1025 — кількість єпископських катедр перевищила тисячу[10]. Перша чверть XI ст. епоха найбільшої могутності Візантії.
- 1014.29.07 — Василій II Болгаробійця розгромив болгар у вирішальній битві біля гори Беласиці, а полонених осліпив, побачивши це, болгарський цар Самуїл помер від горя.
- 1020 — За Василія II імперія приєднала грузинські землі.
- 1041 — придушене масштабне повстання слов’янського населення Балканського півострова проти несправедливої фіскальної політики уряду Візантії, дії повсталих були нескоординованими, між їх вождями не було згоди.
- 1043 — останній напад русичів на Візантію. Через натиск степових племен інтереси Руси пересуваються на північний схід[11].
- 1045 — у Константинополі з’являється вища школа філософії і права, що готувала для держави майбутніх суддів та урядовців.
- 1054 — «Велика схизма» — остаточний розкол християнської церкви на католицьку під проводом Папи та православну, де рішення приймаються соборно, помісними церквами з патріархами.
- 1065-1067 — За другого сельджуцького султана Альп-Арслана турки вторглися у Вірменію, захопили Ані, оволоділи Кілікією, після чого вдерлися до Малої Азії і вдарили на Кесарію.
- 1071 — поразка від турків-сельджуків в битві під Манцикертом послабила імперію через втрату територій та громадянську війну, перервалося двостолітнє відродження.
- 1081.04.04 — Олексій Комнин вступив у права імператора.

## XII століття

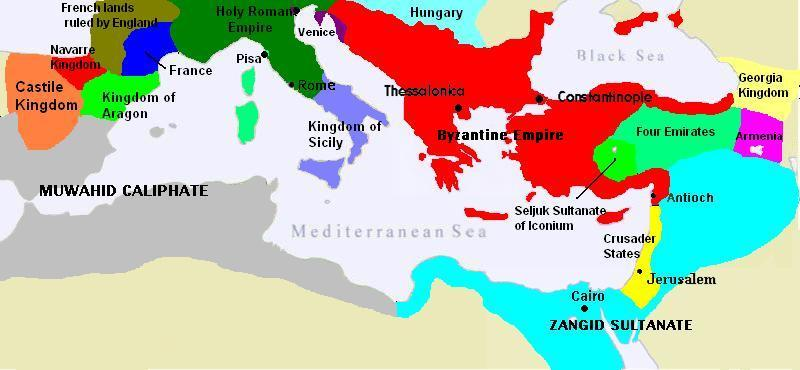
Середземноморський світ після другого хрестового походу, 1173 р.

- 1147 — лицарі Другого хрестового походу прокладали собі шлях через візантійську територію.
- 1148 — відступ європейської армії з території Святої Землі морем додому розвіяв міф про непереможність хрестоносців.
- 1155 — Нур ад-Дін створив небезпечне об'єднання Сирії та Єгипту під владою єдиного правителя, столицею став Дамаск.

## XIII століття

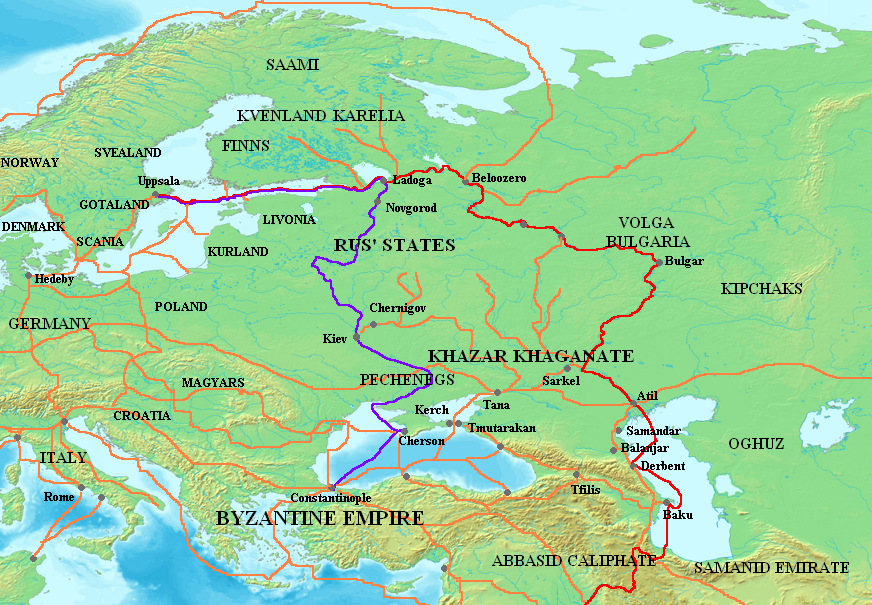
На карті позначено основні торгові шляхи. «Шлях із варягів у греки» (синій колір); Волзький торговий шлях (червоний колір; виділено жирним); Помаранчевим кольором показані інші торгові маршрути VIII—XI

- 1204 — перше падіння Константинополя, розгром та розграбування столиці армією IV хрестового походу. Візантійська імперія відтепер лише регіональна держава.
- 1204 — з допомогою грузинської цариці Тамари створена Трапезундська імперія, одна з трьох грецьких держав-наступників Візантії Імперії після захоплення її хрестоносцями.
- 1204 — занепав Шлях із варягів у греки, центр світової торгівлі переміщується до Венеційської республіки, Київ втратив своє стратегічного значення.
- 1261 — остаточне відновлення Константинополя.
- 1259 — утворився Морейський деспотат. Після розділу Візантії Гільйом II Віллардуен програв битву при Пелагонії ще не інтронованому Михайлу VIII і віддав східну Морею з фортецями.

## XIV століття

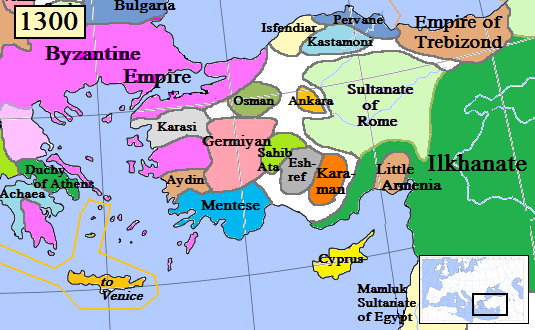
Державні утворення в Анатолії станом на 1300 р.

- 1300 — Підкорення турками мало не усього Анатолійського півострова. Далися взнаки фінансові, соціяльні та політичні негаразди.
- 1305 — у палаці Михаїла IX був убитий  Роже де Флор, командувач каталонської дружини найманців, що вийшли з-під контролю. Помста каталонців переросла у кількарічну війну у тракійських землях.
- 1341-1347 Громадянська війна у  Візантії
- 1341 — початок хвилі чуми "Чорна смерть" яка почалася зі Східного Китаю та забрала до третини населення[12].
- 1346.16.04 — у Скоп’є відбулась коронація Душана на імператора «сербів і ромеїв», яку провів новообраний патріярх Сербії.
- 1348 Початок візантійсько-генуезької війни.
- 1349 —  затверджено “Законник Стефана Душана”, який підвів під нову імперію правові основи.
- 1354 — турки заселились у Калліполі (Ґалліполісі), почалося заселення європейської території османами.
- 1355 — зі смертю Душана його держава розвалилася.
- 1371.26.09 — у битві неподалік Черномена на Маріці османи розгромили сербське військо, деспот Уґлеша з братом Вукашином загинули. Остаточне підкорення балканських країн, було вже тільки питанням часу.
- 1394-1402   Облога Константинополя.
- 1396.25.09 — у битві під Нікополем туркам вдалося розбити велике, але строкате військо хрестоносців. Поразку спричинила неузгодженість дій між угорськими та французькими загонами.

## XV століття

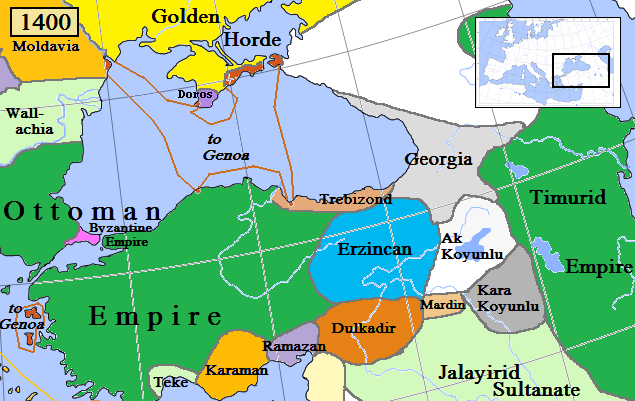
Скорочена територія Трапезундської імперії. 1400 р.

- 1402.28.07 — у вирішальній битві під Анґорою Тимур ущент розгромив османське військо та залишив Малу Азію навесні, його шлях супроводжувався небаченими жорстокістю й спустошенням.
- 1453 — Друге та остаточне падіння Константинополя під османами, біженці оселилися в Європі, вплинувши на початок Відродження. Султани Османської імперії також вважали себе спадкоємцями Римської імперії.
- 1460 — падіння Містри.
- 1461 — падіння Трапезундської імперії, останніх уламків Візантійської імперії.